# Захаров, Григорий Алексеевич
Григо́рий Алексе́евич Заха́ров (29 ноября 1910, Калужская губерния — 30 сентября 1982, Москва) — советский архитектор и преподаватель. Член-корреспондент Академии архитектуры СССР (1950) и Академии художеств СССР (1979), лауреат Сталинской премии 1-й степени за архитектуру станции метро «Курская-кольцевая» (1950). Ректор Московского высшего художественно-промышленного училища (1967—1982).

## Биография
Родился 29 ноября 1910 года на Дмитровском хуторе Дешовской волости Козельского уезда (ныне Козельский район) Калужской губернии. В 1927—1929 годах учился на рабфаке имени Артёма в Москве; в 1929—1934 гг. на архитектурном факультете Ленинградского института инженерно-коммунального строительства (ЛИИКС — ЛИГИ — ЛИСИ). Защищал диплом у Н. А. Троцкого.
После окончания ЛИИКСа направлен в Институт аспирантуры Академии архитектуры СССР (1934—1937 гг.). В 1934 году женился на архитекторе Зинаиде Сергеевне Чернышёвой, которая впоследствии стала его постоянным соавтором. После окончания аспирантуры продолжил работу в Академии архитектуры СССР. Работал в кабинете жилых и общественных зданий над сериями типовых проектов школ и театров.
Первой работой, принёсшей известность, была победа в закрытом конкурсе в апреле 1941 года на проект панорамы «Штурм Перекопа». В начале войны занимался маскировочными работами — имитацией построек Кремля в излучине Москвы-реки в Крылатском. Осенью 1941 года вместе с Академией архитектуры Г. А. Захаров и З. С. Чернышёва были эвакуированы в Чимкент. В эвакуации они исследовали традиционные жилища Средней Азии и разработали серию проектов для малоэтажного строительства.
Вернулся в Москву осенью 1942 года. В 1943 году выиграл конкурс на проектирование Пантеона героев Отечественной войны (совместно с З. С. Чернышёвой и скульптором Н. А. Рабиновичем).
С лета 1943 года по 1948 год Захаров работал в мастерской-школе Жолтовского И. В. В конце 40-х годов мастерская-школа Жолтовского, на фоне общего наступления на искусство, начатого со статей А. А. Жданова в журналах «Звезда» и «Ленинград», была обвинена в космополитизме. Из мастерской были изгнаны М. Барщ и Г. А. Захаров. Но в начале 1950 года, когда И. Жолтовскому была присуждена Сталинская премия за жилой дом на Ленинском проспекте (1949), гонения школы Жолтовского прекратились.
Сентябре 1950 года Г. А. Захаров был избран членом-корреспондентом Академии архитектуры СССР. В начале 1950-х годов он возглавил мастерскую № 5 Моспроекта, руководил проектированием застройки магистрали Север-Юг. Преподавал в Московском архитектурном институте (МАРХИ). По воспоминаниям В. Г. Тальковского, Г. А. Захаров фактически единственный открыто выражал несогласие с постановлением «Об устранении излишеств в проектировании и строительстве», из-за чего был изгнан из МАРХИ и уволен с должности руководителя мастерской Моспроекта.
С 1958 года до конца жизни занимал пост сначала проректора, а затем ректора Московского высшего художественно-промышленного училища, где также руководил кафедрой по проектированию интерьера.
Жил в Москве в высотке на Котельнической набережной.
Умер 30 сентября 1982 года. Похоронен вместе с женой на Кунцевском кладбище.

## Проекты и постройки

### В Москве
- Станция метро «Курская-кольцевая» (1948 г.; соавтор Чернышёва З. С.; открыта 1 января 1950 г.; авторы удостоены Сталинской премии 1-й степени);
- Павильон Белорусской ССР на ВСХВ (1948 г.; конкурс; соавтор Чернышёва З. С.; построен в 1954 г.);
- Застройка Люсиновской улицы (1950—1954 гг.);
- Панорама «Штурм Перекопа» (1941 г.; конкурс, 1-я премия);
- Панорама «Бородинской битва» (1952 г.; соавтор Чернышёва З. С.; конкурс, 1-я премия);
- Пантеон на Ленинских горах (1954 г.; соавтор Чернышёва З. С.; конкурс);
- Новый корпус здания МВХПУ (быв. Строгановское училище) (1975—1978 гг.)
- Памятник Ипполиту Давыдовскому
- Памятник Михаилу Фрунзе

### В других городах
- Пантеон героев Великой Отечественной войны (1942 г.; конкурс; 1-я премия, присуждена в 1943 г.);
- Памятник Победы в Штеттине (Щецине);
- Дом Советов в Сталинграде (конкурс);
- Памятник-монумент в честь боевой и трудовой славы ярославцев в годы Великой Отечественной войны 1941—1945 годов (1968).

### Памятники и обелиски
- Памятник Ф. Э. Дзержинскому на Лубянской площади (1958 г.; скульптор Е. В. Вучетич; снят в августе 1991 г.);
- Памятник Толбухину Ф. И. (1960 г.; скульптор Л. Е. Кербель);
- Обелиск «Москва — город-герой» на развилке Кутузовского пр. и Дорогомиловской ул. (1977 г., соавтор Чернышёва З. С.; скульптор А. Д. Щербаков);
- Надгробный памятник М. Е. Ермоловой на Новодевичьем кладбище.
- Памятник Рокоссовскому К. К. в Великих Луках (1951 г., скульптор З. И. Азгур);
- Памятник Афанасию Никитину в Твери (1955 г., скульпторы С. М. Орлов и А. П. Завилов);
- Памятник ген.-лейт. Зыгину А. И. в Полтаве (1957 г.; скульпторы: Кербель Л. Е., В. Е. Цигаль);
- Памятник Ленину В. И. в Нукусе (1957 г.; скульптор Е. В. Вучетич, демонтирован в 1999 г.)
- Памятник Поликарпову Н. Н. в Орле (1958 г.; скульптор Г. И. Кепинов);
- Памятник Ленину на площади Ленина в Волгограде (1960 г.; скульптор Е. В. Вучетич);
- Памятник Чехову А. П. в г. Таганроге (1960); скульптур И. М. Рукавишников;
- Памятник Ленину в Самарканде (1969; скульптор Е. В. Вучетич, демонтирован в 1990-е годы);
- Монумент Воинской Славы в Чебоксарах (1980; скульптор А. Д. Щербаков)

## Ученики
В. С. Атанов, В. Г. Тальковский. Кармело Гонсалес, В. П. Давиденко, Л. И. Кирильцева, А. С. Косинский, Е. И. Кутырев, В. Г. Маленкова, Марселино Галан, А. Д. Меерсон, В. А. Нестеров, Е. Г. Розанов, А. И. Свиридов, А. В. Степанов, В. Н. Шестопалов и многие другие.